# Harry Potts
Harry Potts, all'anagrafe Harold Potts (Hetton-le-Hole, 22 ottobre 1920 – 16 gennaio 1996), è stato un calciatore e allenatore di calcio inglese.

## Caratteristiche tecniche
Formatosi come centrocampista avanzato (indossava la maglia numero 10), poteva ricoprire anche dei ruoli d'attacco (era noto in particolare per la sua abilità nel procurare rigori alla squadra) e di difesa.

## Carriera

### Calciatore
Entrato nelle giovanili del Burnley nel 1939, dovette interrompere il percorso formativo allo scoppio della seconda guerra mondiale, durante la quale prestò servizio per la RAF in India. Alla chiusura del conflitto poté subito esordire come professionista con il Burnley, in occasione del match di apertura del primo campionato dopo la fine delle ostilità.
Divenuto tra i protagonisti della scalata della squadra in massima serie, Potts giocò con i Clarets fino al 1950, quando fu ceduto all'Everton per una cifra pari a ventimila sterline. Con i Toffees Potts giocò sei stagioni sottotono, fino a ritirarsi nel 1956

### Allenatore
Dopo aver rifiutato l'incarico di allenatore del Leeds, Potts fu per un anno osservatore del Wolverhampton per poi allenare lo Shrewsbury, club a regime amatoriale. Nel febbraio del 1958 fu chiamato dalla squadra che lo aveva lanciato come calciatore, il Burnley, a sostituire in panchina Billy Dougall.
Nell'arco di pochi anni Potts ridiede competitività alla squadra che, nella stagione 1959-1960, tornò a lottare per il vertice dopo quasi quattro decenni di assenza, vincendo grazie ad un finale rocambolesco. Con questo risultato Potts gettò le basi per un decennio d'oro della squadra (che nella stagione 1961-1962 sfiorò il double perdendo sia la finale di FA Cup, sia il campionato dopo essere stato in testa per gran parte del torneo) che si interruppe nel 1970 quando, a stagione in corso, fu esonerato dall'incarico per essere promosso come general manager della società.
Licenziatosi dal Burnley nel 1972, Potts fu prontamente assunto dal Blackpool come allenatore: dopo aver perso sul filo del rasoio (a sei minuti dalla fine delle partite) la promozione nella stagione 1973-1974, Potts guidò la squadra attraverso stagioni anonime, caratterizzate da acquisti onerosi e poco fruttuosi. Esonerato nel 1976, fece ritorno al Burnley dove rilevò Joe Brown: dopo aver guidato la squadra verso alcune risicate salvezze, Potts fu esonerato all'inizio della stagione 1979-1980.

### Dopo il ritiro
Conclusa la carriera di allenatore di squadre professionistiche, Potts allenò alla fine degli anni ottanta i Colne Dynamoes, squadra amatoriale. Alla sua morte, avvenuta il 16 gennaio 1996 a causa di una malattia, gli è stata intitolata la strada che conduce al Turf Moor, lo stadio di Burnley.

## Statistiche

### Statistiche da allenatore
| Stagione         | Squadra          | Campionato       | Campionato | Campionato | Campionato | Campionato | Coppe nazionali | Coppe nazionali | Coppe nazionali | Coppe nazionali | Coppe nazionali | Coppe continentali | Coppe continentali | Coppe continentali | Coppe continentali | Coppe continentali | Altre coppe | Altre coppe | Altre coppe | Altre coppe | Altre coppe | Totale | Totale | Totale | Totale | % Vittorie | Piazzamento |
| Stagione         | Squadra          | Comp             | G          | V          | N          | P          | Comp            | G               | V               | N               | P               | Comp               | G                  | V                  | N                  | P                  | Comp        | G           | V           | N           | P           | G      | V      | N      | P      | %          | Piazzamento |
| ---------------- | ---------------- | ---------------- | ---------- | ---------- | ---------- | ---------- | --------------- | --------------- | --------------- | --------------- | --------------- | ------------------ | ------------------ | ------------------ | ------------------ | ------------------ | ----------- | ----------- | ----------- | ----------- | ----------- | ------ | ------ | ------ | ------ | ---------- | ----------- |
| 1957-feb. 1958   | Shrewsbury Town  | FoD              | 27         | 10         | 7          | 10         | FACup           | 4               | 1               | 2               | 1               | -                  | -                  | -                  | -                  | -                  | -           | -           | -           | -           | -           | 31     | 11     | 9      | 11     | 35,48      | Dimis.      |
| feb.-giu. 1958   | Burnley          | FD               | 15         | 8          | 2          | 5          | FACup           | -               | -               | -               | -               | -                  | -                  | -                  | -                  | -                  | -           | -           | -           | -           | -           | 15     | 8      | 2      | 5      | 53,33      | Sub. 6º     |
| 1958-1959        | Burnley          | FD               | 42         | 19         | 10         | 13         | FACup           | 5               | 3               | 1               | 1               | -                  | -                  | -                  | -                  | -                  | -           | -           | -           | -           | -           | 47     | 22     | 11     | 14     | 46,81      | 7º          |
| 1959-1960        | Burnley          | FD               | 42         | 24         | 7          | 11         | FACup           | 8               | 3               | 4               | 1               | -                  | -                  | -                  | -                  | -                  | -           | -           | -           | -           | -           | 50     | 27     | 11     | 12     | 54,00      | 1º          |
| 1960-1961        | Burnley          | FD               | 42         | 22         | 7          | 13         | FACup+CdL       | 7+8             | 4+4             | 2+3             | 1+1             | CC                 | 2                  | 2                  | 0                  | 2                  | CS          | 1           | 1           | 0           | 0           | 60     | 33     | 12     | 17     | 55,00      | 4º          |
| 1961-1962        | Burnley          | FD               | 42         | 21         | 11         | 10         | FACup           | 8               | 5               | 2               | 1               | -                  | -                  | -                  | -                  | -                  | -           | -           | -           | -           | -           | 50     | 26     | 13     | 11     | 52,00      | 2º          |
| 1962-1963        | Burnley          | FD               | 42         | 22         | 10         | 10         | FACup           | 3               | 1               | 1               | 1               | -                  | -                  | -                  | -                  | -                  | -           | -           | -           | -           | -           | 45     | 23     | 11     | 11     | 51,11      | 3º          |
| 1963-1964        | Burnley          | FD               | 42         | 17         | 10         | 15         | FACup           | 5               | 3               | 1               | 1               | -                  | -                  | -                  | -                  | -                  | -           | -           | -           | -           | -           | 47     | 20     | 11     | 16     | 42,55      | 9º          |
| 1964-1965        | Burnley          | FD               | 42         | 16         | 10         | 16         | FACup           | 5               | 2               | 2               | 1               | -                  | -                  | -                  | -                  | -                  | -           | -           | -           | -           | -           | 47     | 18     | 12     | 17     | 38,30      | 12º         |
| 1965-1966        | Burnley          | FD               | 42         | 24         | 7          | 11         | FACup+CdL       | 3+5             | 1+3             | 1+1             | 1+1             | -                  | -                  | -                  | -                  | -                  | -           | -           | -           | -           | -           | 50     | 28     | 9      | 13     | 56,00      | 3º          |
| 1966-1967        | Burnley          | FD               | 42         | 15         | 9          | 18         | FACup+CdL       | 2+3             | 0+1             | 1+1             | 1+1             | -                  | -                  | -                  | -                  | -                  | -           | -           | -           | -           | -           | 47     | 16     | 11     | 20     | 34,04      | 14º         |
| 1967-1968        | Burnley          | FD               | 42         | 14         | 10         | 18         | FACup+CdL       | 1+5             | 0+3             | 0+1             | 1+1             | -                  | -                  | -                  | -                  | -                  | -           | -           | -           | -           | -           | 48     | 17     | 11     | 20     | 35,42      | 14º         |
| 1968-1969        | Burnley          | FD               | 42         | 15         | 9          | 18         | FACup+CdL       | 2+8             | 1+5             | 0+1             | 1+2             | -                  | -                  | -                  | -                  | -                  | -           | -           | -           | -           | -           | 52     | 21     | 10     | 21     | 40,38      | 14º         |
| 1969-feb. 1970   | Burnley          | FD               | 29         | 7          | 10         | 12         | FACup+CdL       | 3+5             | 1+2             | 1+2             | 1+1             | -                  | -                  | -                  | -                  | -                  | -           | -           | -           | -           | -           | 37     | 10     | 13     | 14     | 27,03      | Eson.       |
| gen.-giu. 1972   | Blackpool        | SD               | 23         | 16         | 2          | 5          | FACup+CdL       | 1+0             | 0               | 0               | 1               | -                  | -                  | -                  | -                  | -                  | -           | -           | -           | -           | -           | 24     | 16     | 2      | 6      | 66,67      | Sub. 6º     |
| 1972-1973        | Blackpool        | SD               | 42         | 18         | 10         | 14         | FACup+CdL       | 1+7             | 0+3             | 0+3             | 1+1             | -                  | -                  | -                  | -                  | -                  | -           | -           | -           | -           | -           | 50     | 21     | 13     | 16     | 42,00      | 7º          |
| 1973-1974        | Blackpool        | SD               | 42         | 17         | 13         | 12         | FACup+CdL       | 1+2             | 0+0             | 0+1             | 1+1             | -                  | -                  | -                  | -                  | -                  | -           | -           | -           | -           | -           | 45     | 17     | 14     | 14     | 37,78      | 5º          |
| 1974-1975        | Blackpool        | SD               | 42         | 14         | 17         | 11         | FACup+CdL       | 1+1             | 0+0             | 0+0             | 1+1             | -                  | -                  | -                  | -                  | -                  | -           | -           | -           | -           | -           | 44     | 14     | 17     | 13     | 31,82      | 7º          |
| 1975-1976        | Blackpool        | SD               | 42         | 14         | 14         | 14         | FACup+CdL       | 2+1             | 1+0             | 0+0             | 1+1             | -                  | -                  | -                  | -                  | -                  | -           | -           | -           | -           | -           | 45     | 15     | 14     | 16     | 33,33      | 10º         |
| Totale Blackpool | Totale Blackpool | Totale Blackpool | 191        | 79         | 56         | 56         |                 | 17              | 4               | 4               | 9               |                    | -                  | -                  | -                  | -                  |             | -           | -           | -           | -           | 208    | 83     | 60     | 65     | 39,90      |             |
| feb.-giu. 1977   | Burnley          | SD               | 15         | 7          | 3          | 5          | FACup+CdL       | -               | -               | -               | -               | -                  | -                  | -                  | -                  | -                  | -           | -           | -           | -           | -           | 15     | 7      | 3      | 5      | 46,67      | Sub. 16º    |
| 1977-1978        | Burnley          | SD               | 42         | 15         | 10         | 17         | FACup+CdL       | 2+3             | 1+2             | 0+0             | 1+1             | -                  | -                  | -                  | -                  | -                  | -           | -           | -           | -           | -           | 47     | 18     | 10     | 19     | 38,30      | 11º         |
| 1978-1979        | Burnley          | SD               | 42         | 14         | 12         | 16         | FACup+CdL       | 4+3             | 2+1             | 1+1             | 1+1             | -                  | -                  | -                  | -                  | -                  | -           | -           | -           | -           | -           | 49     | 17     | 14     | 18     | 34,69      | 13º         |
| ago.-ott. 1979   | Burnley          | SD               | 11         | 0          | 5          | 6          | FACup+CdL       | 0+2             | 0               | 1               | 1               | -                  | -                  | -                  | -                  | -                  | -           | -           | -           | -           | -           | 13     | 0      | 6      | 7      | &0,00      | Eson.       |
| Totale Burnley   | Totale Burnley   | Totale Burnley   | 616        | 260        | 142        | 214        |                 | 100             | 48              | 28              | 24              |                    | 4                  | 2                  | 0                  | 2                  |             | 1           | 1           | 0           | 0           | 721    | 311    | 170    | 240    | 43,13      |             |
| Totale carriera  | Totale carriera  | Totale carriera  | 834        | 349        | 205        | 280        |                 | 121             | 54              | 34              | 34              |                    | 4                  | 2                  | 0                  | 2                  |             | 1           | 1           | 0           | 0           | 960    | 405    | 239    | 316    | 42,19      |             |

## Palmarès

### Allenatore
- Campionato inglese: 1

Burnley: 1959-1960
- Charity Shield: 1

Burnley: 1960